# 2. Fallschirmjäger-Division

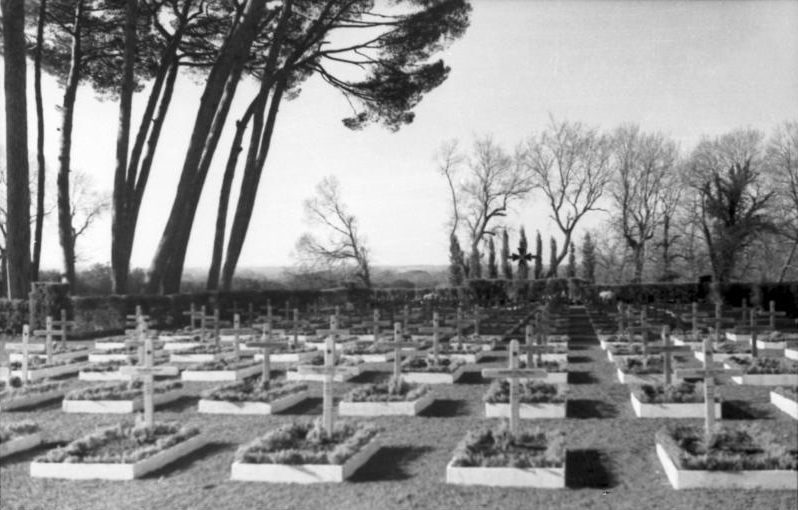
Italia, cimitero della 2ª Divisione Fallschirmjäger.

La 2. Fallschirmjäger-Division fu un'unità d'élite della Luftwaffe (aeronautica militare tedesca) costituita da truppe paracadutiste aviotrasportate, che venne impegnata in diversi fronti durante la Seconda guerra mondiale.

## Storia
Nel gennaio 1943 l'Oberkommando der Wehrmacht (OKW) decise di creare, dopo la 1. Fallschirmjäger-Division, una seconda divisione d'élite di truppe aviotrasportare costituita da paracadutisti.
Questa venne costituita nel febbraio successivo a Vannes, in Bretagna, riorganizzando la 7. Flieger-Division e inizialmente impiegata in Italia, venendo paracadutata di sorpresa nell'aeroporto di Pratica di Mare il 26 luglio 1943 su ordine diretto di Adolf Hitler in previsione di una possibile "defezione" italiana dopo la caduta del fascismo.
Dopo l'armistizio dell'8 settembre 1943 i paracadutisti della divisione attaccarono subito da sud verso Roma dove entrarono il 10 settembre 1943 dopo aver superato la sporadica resistenza di militari e civili italiani; contemporaneamente un'altra formazione di paracadutisti al comando del maggiore Walter Gericke si era lanciato a Monterotondo direttamente sul quartier generale del Comando supremo italiano. Un altro reparto della divisione il 12 settembre 1943 al comando del maggiore Harald-Otto Mors condusse a termine con successo l'Operazione Quercia con cui venne liberato Benito Mussolini.
Nelle settimane successive elementi della divisione presero parte a rastrellamenti e fucilazioni di ostaggi a Roma (16 e 23 settembre, 7 e 23 ottobre), Palidoro (23 settembre, fucilazione del Vicebrigadiere Salvo D'Acquisto e 1 ottobre, fucilazione di 3 civili), Ascoli Piceno (2 a 5 ottobre), Tolfa (10 ottobre, fucilazione di 12 civili), Mentana (27 ottobre, fucilazione di 25 civili italiani e 4 ex prigionieri di guerra britannici) e Bieda di Vetralla (29 ottobre, fucilazione di 14 civili), prima di essere trasferita sul Fronte Orientale, dove rimase fino al maggio 1944 per poi rientrare in Germania per essere riorganizzata. Il 6º Reggimento della divisione fu impegnato in combattimento in Francia nel giugno successivo nella zona di Carentan e Saint-Lô per poi essere distrutto nella battaglia di Falaise, mentre il resto della divisione divenne parte della guarnigione della fortezza di Brest dve si arrese nel settembre 1944. La divisione venne nuovamente formata nel dicembre 1944, combattendo sul fronte occidentale fino alla fine della guerra.

## Comandanti
| Grado                    | Nome                    | Dal               | Al                |
| Generalleutnant          | Hermann-Bernhard Ramcke | 13 febbraio 1943  | 8 settembre 1943  |
| Oberleutnant             | Wolfgang Meder-Eggebert | 8 settembre 1943  | 9 settembre 1943  |
| Generalmajor             | Walter Barenthin        | 13 settembre 1943 | 14 novembre 1943  |
| Generalleutnant          | Gustav Wilke            | 14 novembre 1943  | 17 marzo 1944     |
| Generalmajor             | Hans Kroh               | 17 marzo 1944     | 1º giugno 1944    |
| General der Flieger sTr. | Hermann-Bernhard Ramcke | 1º giugno 1944    | 11 agosto 1944    |
| Generalmajor             | Hans Kroh               | 11 agosto 1944    | 18 settembre 1944 |
| Generalleutnant          | Walter Lackner          | 15 novembre 1944  | aprile 1945       |